# A Girl in Every Port
A Girl in Every Port és una pel·lícula muda de comèdia estatunidenca del 1928 basada en una història original de Howard Hawks, que també va dirigir la pel·lícula. És protagonitzada per Victor McLaglen, Robert Armstrong i Louise Brooks. Va ser produït i distribuït per la Fox Film Corporation, que més tard el va tornar a fer com Goldie el 1931, amb Spencer Tracy i Jean Harlow Existeix una impressió de la pel·lícula de 1928 a la George Eastman House i es va editar un DVD-R el 2002.

## Trama
Spike (McLaglen) viatja pel món com a company d'una goleta. Té una petita llibreta d'adreces plena d'enamorades, però a tot arreu que va, descobreix que algú hi ha estat abans que ell, deixant enrere amb cada noia un encant en forma de cor amb una àncora inscrita. A Centreamèrica, no li agrada un altre mariner, Salami (Armstrong), però abans que puguin resoldre les seves diferències, es barallen amb la policia i són tancats a la presó. Aleshores en Spike s'adona que Salami té un anell en forma de cor amb una àncora inscrita. Finalment ha trobat la seva nèmesi. Quan són alliberats, busquen un lloc privat per lluitar, però accidentalment cauen a l'aigua. Curiosament, Spike no pot nedar, així que quan Salami el rescata, es converteixen en els millors amics. Inseparables, naveguen pels mars en els mateixos vaixells.
Just abans d'arribar a Marsella, en Spike li diu a Salami que finalment ha estalviat prou diners per comprar una casa i alguns cavalls, vaques i gallines, però Salami es burla de la idea. Quan atraquen, Salami s'ha de quedar a bord a causa d'un mal de queixal i es preocupa que en Spike es fiqui en problemes sense ell. En un carnaval, en Spike queda fascinat per la submarinista "Mam'selle Godiva" (Brooks). Quan el barker li indica que en Spike li va donar més diners per veure la seva actuació, ella s'enganxa a ell. Està tan enamorat d'ella que li pregunta si li agradaria establir-se amb ell; ella el guia perquè pugui obtenir la resta dels seus diners.
Quan Spike li presenta per primera vegada Salami, Salami la reconeix. Va ser la seva xicota a Coney Island fins que la va deixar. Ella deixa clar que li agradaria molt renovar la seva relació, però a ell no li interessa, ni vol fer mal a Spike dient-li la veritat. Una nit, envia a Spike a fer un encàrrec perquè pugui visitar Salami, a qui troba adormit al llit. Ella li diu que ha aconseguit la majoria dels estalvis de Spike i que està a punt de deixar-lo. Salami es nega a recuperar-la; es vesteix i va a un bar per allunyar-se d'ella. Tanmateix, Spike torna als seus allotjaments i la troba allà. També veu el llit sense fer de Salami, així que assumeix el pitjor. Mentrestant, Salami es baralla amb altres dos mariners i crida per l'ajuda del seu amic. Spike elimina els dos homes i després fa el mateix amb Salami. Després de pensar en tota la diversió que van passar junts, però, li pregunta a Salami si el va trair. Quan Salami diu que no, tornen a ser amics.

## Repartiment
- Victor McLaglen com a Spike Madden
- Robert Armstrong com a Salami
- Louise Brooks com a Marie
- Maria Casajuana com a Chiquita
- Natalie Joyce com a Noia a Panamà
- Francis McDonald com a líder de banda
- Leila Hyams com a dona del mariner
- Natalie Kingston com a noia de l'illa del mar del sud
- Sally Rand com Girl in Bombay
- Dorothy Mathews com a noia a Panamà
- Elena Jurado com a Noia a Panamà
- Phalba Morgan com a Lena, noia a Holanda
- Felix Valle com el marit de la Lena
- Greta Yoltz com una altra noia a Holanda
- Caryl Lincoln com a Noia de Liverpool
- William Demarest (sense acreditar)
- Myrna Loy (sense acreditar)

## Antecedents
Els personatges parlen de manera molt concisa a les pel·lícules de Hawks, negant-se a posar els seus pensaments i sentiments en discursos explícits que sentimentalitzaran o vulgaritzaran aquestes abstraccions internes. En canvi, els personatges de Hawks revelen els seus sentiments a l'acció, no a la conversa, mostrant el que volen dir amb el que fan, no el que diuen. Hawks desvia la seva representació de la vida interior des de discursos explícits fins a objectes físics simbòlics: imatges visuals concretes de coses que transmeten les intencions de la persona que maneja, utilitza o controla la peça de matèria física. 
Howard Hawks va dirigir moltes pel·lícules notables, com ara Quina fera de nena!, El sergent York (nominada a millor director), Els senyors prefereixen les rosses i Rio Bravo. L'autor Todd McCarthy va escriure al seu llibre Howard Hawks: The Grey Fox of Hollywood, que A Girl in Every Port és considerat pels estudiosos del cinema com la pel·lícula més important de la carrera muda d'Hawks perquè és la seva primera pel·lícula que presenta molts dels temes i personatges de Hawks que continuarien fins a les seves últimes pel·lícules. Va ser la seva primera "història d'amor entre dos homes", amb dos homes vinculats pel seu deure, habilitats i carreres i considerant que la seva amistat era més important que les relacions amb dones.
Al seu llibre Hawks on Hawks, Joseph McBride va preguntar al director: "Què és la raó de l'escena a A Girl in Every Port d'un noi estirant el dit de l'altre? Hawks va respondre: "Alguna vegada has colpejat a algú amb força? El teu dit se't desarticula, algú l'agafa i el torna a col·locar. Vaig colpejar Hemingway i em vaig trencar tot el dors de la mà. Tant de bo s'hagués anat desarticulant". McBride li pregunta per què va colpejar Hemingway, a la qual cosa Hawks respon: "Acabava de dir, pots colpejar? Em vaig trencar tota la mà. Va riure com l'infern, i va estar tota la nit assegut fent una fèrula amb una llauna de tomàquet perquè jo podria anar a disparar amb ell l'endemà al matí. No em va servir de res. És una forma absolutament diferent". McBride pregunta llavors a Hawks: "El gest dels dits a A Girl in Every Port se suposava que era un gest d'amistat? El vas tornar a utilitzar amb Kirk Douglas i Dewey Martin a Riu de sang." Hawks va declarar: "Oh, és com en Wayne fent cigarrets per a Dean Martin. Una cosa que pots fer és mirar totes les fotos que he fet mai, i veuràs que ningú n'acaricia l'esquena. Aquesta és la cosa més insensata que he conegut mai."

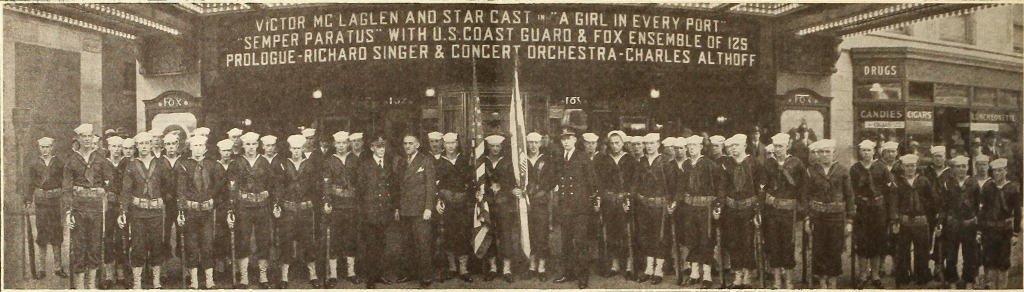
Oficials de la guarda costanera al Fox Theater a Washington D.C. (c. 1928)

### Semper Paratus
Durant la projecció de la pel·lícula al Fox Theatre de Washington D.C., un destacament de 50 oficials de la Guàrdia Costera dels Estats Units van ser reclutats per aparèixer al teatre per a la inauguració de Semper Paratus, la cançó oficial dels Guardacostes dels EUA. La cançó havia estat escrita recentment per un oficial i adoptada per l'almirall Frederick C. Billard, comandant de la Guàrdia Costera. Els agents van aparèixer a cada actuació durant la interpretació de la cançó.

### Versions
La versió de 78 minuts disponible actualment omet capítols amb noies a Liverpool, una illa del Mar del Sud, Singapur i Bombai.
Aquestes noies s'esmenten en algunes ressenyes i publicitat.

## Revisions i recepció
L'escriptor suís Blaise Cendrars va dir que la pel·lícula "va marcar definitivament la primera aparició del cinema contemporani" i que la pel·lícula representava la primera de les "pel·lícules d'amics" de Hawks. Un crític de The New York Times va elogiar la pel·lícula dient: "els incidents s'exposen d'una manera genial amb ni més ni menys que l'altíssim Victor McLaglen omplint el paper de Madden... l'actuació de Robert Armstrong de la part de Salami és natural. Et dona una bona idea de la intrepidesa de l'individu."
Variety compara l'amistat amb la de Damon i Píties.
The Film Daily va informar el març de 1928 que el llargmetratge havia batut el "rècord mundial" per als rebuts de taquilla d'un sol dia al Roxy Theatre a Nova York, quan va recaptar 29.463,00 dòlars el Dia dels Presidents. Un expositor de Michigan va escriure al Exhibitor's Herald que "el venedor va dir que aquesta era una bona pel·lícula quan me la va vendre. El temps l'ha d'haver podrit perquè és una de les imatges més obsoletes del mercat. Si voleu promoure la immoralitat, per descomptat posa-la. He d'anar amb cura i precaució en la selecció de les imatges, i aquesta va provocar moltes crítiques".